# パラルカリゲネス
パラルカリゲネス（Paralcaligenes）は、2011年に記載された真正細菌の一属である。
基準種Paralcaligenes ureilyticusパラルカリゲネス・ウレイリュティクス（ウーレーイリュティクス）は朝鮮人参を栽培している畑の土壌から分離されたものである。鞭毛をもつ自動性の好気グラム陰性桿菌で、16S rRNA系統解析によりアルカリゲネス科に属すると推定された。学名は、「アルカリゲネスに近縁なもの」という意味で、アルカリゲネス属を意味するAlcaligenesに、ギリシア語の接頭辞παρά「～の近く」を付けたものである。